# العلاقات الفنزويلية الفنلندية
العلاقات الفنزويلية الفنلندية هي العلاقات الثنائية التي تجمع بين فنزويلا وفنلندا.

## مقارنة بين البلدين
هذه مقارنة عامة ومرجعية للدولتين:
| وجه المقارنة                                              | فنزويلا                                  | فنلندا                                                                               |
| --------------------------------------------------------- | ---------------------------------------- | ------------------------------------------------------------------------------------ |
| المساحة (كم2)                                             | 916.45 ألف                               | 338.42 ألف                                                                           |
| عدد السكان (نسمة)                                         | 28.87 مليون                              | 5.52 مليون                                                                           |
| الكثافة السكانية (ن./كم²)                                 | 31.5                                     | 16.31                                                                                |
| العاصمة                                                   | كاراكاس                                  | هلسنكي                                                                               |
| اللغة الرسمية                                             | اللغة الإسبانية، لغة الإشارة الفنزويلية ‏ | اللغة الفنلندية، اللغة السويدية                                                      |
| العملة                                                    | بوليفار فنزويلي                          | يورو، ماركا فنلندية                                                                  |
| الناتج المحلي الإجمالي (بليون دولار)                      | 482.36 مليار                             | 251.88 مليار                                                                         |
| الناتج المحلي الإجمالي (تعادل القوة الشرائية) بليون دولار |                                          | 231.84 مليار                                                                         |
| الناتج المحلي الإجمالي الاسمي للفرد دولار أمريكي          |                                          | 42.31 ألف                                                                            |
| الناتج المحلي الإجمالي للفرد دولار أمريكي                 |                                          | 40.68 ألف                                                                            |
| مؤشر التنمية البشرية                                      | 0.762                                    | 0.883                                                                                |
| رمز المكالمات الدولي                                      | +58                                      | +358                                                                                 |
| رمز الإنترنت                                              | .ve                                      | .fi                                                                                  |
| المنطقة الزمنية                                           | 00                                       | ت ع م+02:00، ت ع م+03:00، أوروبا/هلسنكي ‏، توقيت شرق أوروبا، توقيت شرق أوروبا الصيفي ‏ |

## منظمات دولية مشتركة
يشترك البلدان في عضوية مجموعة من المنظمات الدولية، منها:
| علم المنظمة | اسم المنظمة                        | تاريخ انضمام فنزويلا | تاريخ انضمام فنلندا |
| ----------- | ---------------------------------- | -------------------- | ------------------- |
|             | يونسكو                             | 25 نوفمبر 1946       | 10 أكتوبر 1956      |
|             | وكالة ضمان الاستثمار متعدد الأطراف | 9 مايو 1994          | 28 ديسمبر 1988      |
|             | الأمم المتحدة                      | 15 نوفمبر 1945       | 14 ديسمبر 1955      |
|             | الاتحاد البريدي العالمي            | ?                    | ?                   |
|             | البنك الدولي للإنشاء والتعمير      | 30 ديسمبر 1946       | 14 يناير 1948       |
|             | المنظمة الهيدروغرافية الدولية      | ?                    | ?                   |
|             | الاتحاد الدولي للاتصالات           | 13 أغسطس 1920        | 1 سبتمبر 1920       |
|             | منظمة حظر الأسلحة الكيميائية       | ?                    | ?                   |
|             | مؤسسة التمويل الدولية              | 28 ديسمبر 1956       | 20 يوليو 1956       |
|             | منظمة التجارة العالمية             | ?                    | 1995                |
|             | منظمة الشرطة الجنائية الدولية      | ?                    | ?                   |

## أعلام
هذه قائمة لبعض الشخصيات التي تربطها علاقات بالبلدين:
- سونيا سميث (ممثلة من الولايات المتحدة الأمريكية، 23 أبريل 1971[22] – )

## وصلات خارجية
- موقع وزارة الخارجية الفنزويلية
- موقع وزارة الخارجية الفنلندية